# Bandeira de Votuporanga
A bandeira do município de Votuporanga, juntamente com o brasão e o hino, constituem os símbolos do município de Votuporanga. A bandeira de Votuporanga possui proporção 7:10 (assim como a bandeira do Brasil) e foi oficializada pela Lei Ordinária Nº 1741 da Prefeitura de Votuporanga. A bandeira tem um fundo azul acompanhado do Brasão de Armas de Votuporanga em um círculo branco com borda amarela de onde surgem oito raios. A bandeira foi idealizada por Inês Maria Pinto e alterada pelo Dr. Lauro Ribeiro Escobar.

## Significado
Como descrito pelo artigo 4° da Lei Municipal nº 1741:
§ 1º. A cor azul, tem o significado de justiça, formosura, doçura, nobreza, firmeza incorruptível, vitude, dignidade, zelo e lealdade [...].
§ 2º. O círculo, é símbolo da eternidade, pois é figura geométrica que não tem principio nem fim. A cor branca, representa a delicidade, pureza, candura, lisura, verdade, franqueza, integridade e amizade [...].
§ 3º. O amarelo, representa a riqueza, esplendor, glória, nobreza, poder, força, fé, prosperidade, soberania e mando [...].
§ 4º. O Brasão de Armas, é o símbolo do Poder Municipal e os raios demonstram que os resultados da boa administração se expandem e se refletem em todos os pontos do Município.

## Composição
A composição da bandeira é especificada pelo artigo 3° da Lei Municipal n° 1741:
Parágrafo único. Tem a Bandeira 14 M (quatorze módulos) de altura por 20 M (vinte módulos) de diâmetro, o debrum, tem 0,5 M (meio módulo) de largura nas bases, estreitando-se para as extremidades e o Brasão de Armas tem 6 M (seis módulos) de altura.